# Едвард Юнґ
Едвард Юнґ (іноді пишуть в сучасному прочитанні Едвард Янг, англ. Edward Young; хрещений 3 липня 1683, Апем поблизу Вінчестера — 5 квітня 1765, Уелін, Хартфордшир) — англійський поет однієї з масонських лож, зачинатель цвинтарної поезії епохи сентименталізму. Також філософ і богослов. 

## Біографія
Син священика. Вивчав право в Оксфордському університеті. Перші друковані праці «Epistle to … Lord Lansdoune» (1713), «Poem on the Last Day» (1713), «The Force of Religion: or Vanquished Love» (1714), "On the late Queen's Death and His Majesty's Accession to the Throne "(1714) носили риси класицизму, особливого успіху не мали.
Широку популярність Юнг здобув релігійно-дидактичною поемою в дев'яти книгах «Скарга, або Нічні роздуми про життя, смерть і безсмертя» (The Complaint, or Night Thoughts on Life, Death, and Immortality, 1742—1745), написаною під враженням смерті дружини. Віршовані роздуми про прикрощі життя, марність людських прагнень стали зразком літератури сентименталізму і поклали початок так званої цвинтарної поезії.